# 聖康坦戰役 (1914年)
聖康坦戰役（法語：bataille de Saint-Quentin），又稱第一次吉斯戰役（法語：1ere Bataille de Guise），發生於1914年8月29日至30日，是第一次世界大戰西方戰線大撤退期間的一場戰役。

## 前奏
1914年8月26日晚間，協約國部隊從勒卡托撤往聖康坦。在一直撤退的情形下，儘管法國第5軍團與右翼第4軍團有著4英里（6.4）之遠，而且左翼英國遠征軍也在持續撤退，法軍總司令約瑟夫·霞飛還是需要由夏爾·朗勒扎克指揮的第五軍團進行反擊以阻止德軍推進。第五軍團的移師耗去了8月28日大部分的時間，從北向西轉往聖康坦。

## 戰役過程
8月29日，第五軍團全軍進攻聖康坦。德軍從一名法軍軍官手中取得法軍命令，這讓第2集团军指揮官卡爾·馮·比洛能有足夠時間來備戰。第18兵團對聖康坦的進攻是場代價高昂的挫敗，但第1軍指揮官路易·弗朗謝·德斯佩雷集結了第10及第3軍，在右翼向吉斯發起進攻，成功迫使包括近衛兵團在內的德軍撤退。
霞飛當晚下令朗勒扎克暫停撤退，並在後續撤退時炸毀瓦茲河上的橋樑。但這份命令卻直至8月30日早上才送達第五軍團，當時撤退已進行數個小時之久。這讓第二軍團能不受挑戰地移動，他們既沒有被攻擊也沒有被追擊。
比洛發現第二軍團被瓦茲河所分隔，這給了德軍從兩翼對法軍攻勢做包抄的機會。由於有著法軍利用第二軍團內線間15（9.3英里）的缺口突破之風險，導致比洛選擇謹慎的策略來防止此一風險，並命令軍團封閉內線缺口並對法國第十軍團發起反擊。法軍的攻勢在下午晚些時刻被擊退，而第十四師被下令從索姆河地區推進到此以參戰，但該師指揮官為讓部下歇息並準備拉費爾攻勢來趕上第5軍團，從而忽略了此一命令。第7集团军指揮官卡爾·馮·埃尼姆中將被推翻，同時第二軍團底下所有的兵團被命令發起進攻並取得決定性勝利。比洛透過無線電回報此戰勝出的消息給最高陸軍指揮部，但該晚截獲的文件顯示13個法軍師已向6個德軍師發起進攻。比洛派出他的參謀官到亞歷山大·馮·克盧克將軍指揮的第1集团军，以求在8月30日的攻勢中取得該軍團的支援。有人懷疑近衛兵團可能會因為筋疲力盡而在早上發動進攻，並且指揮官被授權必要時撤到瓦茲河。包抄法軍左翼的可能性已經過去，並於早晨下令為爭取當地優勢而進行軍事行動。
法軍在8月30日早晨重新發起了攻勢，但只能處理被擊退的脫節攻擊，而德軍則在午後開始反攻。瓦茲河谷的地形是沼澤地，同時被深溪流切割、有灌木叢覆蓋，以及不斷上升的地面。德軍步兵在兩軍互相大規模砲轟中取得緩慢進展。下午早些時候，空軍的偵察報告顯示法軍已開始從後衛部隊後方撤退。比洛下令一小支步兵及野戰砲發起追擊，其餘大部則因筋疲力盡而停下歇息，同時也是考量到拉費爾要塞對整體推進的阻礙，且也需於9月1日支援第一軍團從法軍西方包抄的攻勢。第二軍團前去追擊的部隊僅俘獲四門火砲、16門機槍以及約1,700名俘虜。

## 註腳
1. ↑  Terraine 1970，第149頁.
2. ↑  Cabanes 2016，第123頁.
3. ↑  Smith 2014，第58頁.
4. ↑  Clodfelter 2008，第418頁.
5. ↑  Ferro 1989，第58頁.
6. ↑  Pope & Wheal 2003，第215頁.
7. ↑  Van Basten 2016.
8. ↑  Cooksey & Murland 2015，第56頁.
9. ↑  Banks 2000，第51頁.
10. ↑  Doughty 2005，第78頁.
11. ↑  Doughty 2005，第78–79頁.
12. ↑  Doughty 2005，第80頁.
13. ↑  Doughty 2005，第80–81頁.
14. ↑  Humphries & Maker 2013，第368–373頁.
15. ↑  Humphries & Maker 2013，第373–391頁.

## 外部連結
- FirstWorldWar.Com （页面存档备份，存于）
- Whitton, Frederick Ernest. .  31 第12版: 328–330. 1922. OCLC 48891533.